# 電解水
電解水（でんかいすい、英語: electrolyzed water）とは、水道水や食塩水などを電気分解することで得られる水溶液の総称である。

## 概説
生成装置によって、生成する電解水の物性が決まる。飲用のアルカリイオン水と、洗浄・殺菌消毒用の電解水の2つに大別できる。後者の強酸性電解水（殺菌用の電解水）を生成する装置からは、洗浄用の強アルカリ性電解水も生成する。殺菌効果の高いオゾンを含むオゾン水を水道水から作る技術もあるが、一般的に電解水と呼ばれるものとは異なる。

### アルカリイオン水
飲用のアルカリイオン水は、アルカリイオン整水器（家庭用医療用物質生成器）から生成するpH9～10の電解水で、日常的飲用により、胃腸症状改善効果が認められている（詳細はアルカリイオン水を参照）。

### 殺菌用の電解水
殺菌効果がある電解水は酸性電解水、電解次亜水と呼ばれており、それぞれ専用の装置からつくられる。海に近い漁港では、海水から殺菌電解水を作って、漁船や施設（魚市場や水産加工場）の洗浄に使われている。海水と電力があれば消毒・殺菌剤が不要なため、発展途上国へも日本から装置が輸出されている。

### 酸性電解水
酸性電解水は、主成分が次亜塩素酸であり、その強い殺菌作用および高い安全性から食品添加物（殺菌料）としての用途が認可されている（詳細は次亜塩素酸水を参照）。pHの違いにより強酸性電解水、弱酸性電解水、微酸性電解水に分けられる。強酸性電解水を生成する装置の中には、手指洗浄や内視鏡の洗浄用に薬機法で認可された装置もある。
電解次亜水は次亜塩素酸ナトリウムを希釈したものと同等であると解釈されている。
強酸性電解水を生成する装置からは、pH10～11.5の強アルカリ性電解水も生成される。この強アルカリ性電解水は、希薄された苛性ソーダと同様に油脂や蛋白質などの有機物に対する洗浄能力がある。

## 保存性
電解水使用の原則は、装置から生成したものをその場で使用する。
強酸性電解水は有効塩素濃度の減少が速いため遮光密閉冷所保存で2週間程度だが、微酸性電解水は安定性が高く、同条件であれば室温でも半年以上も有効塩素濃度が持続する。

## 家電への応用
電解水で汚れを落とし除菌を行う洗濯機や洗浄機器、除菌を行う加湿器などが製品化されている。電解水技術を使った空気清浄機が新型インフルエンザウイルスと同型のウイルスを99%殺菌するなどの効果もうたうものも販売されたが、既に生産を終了している。

## 環境への影響
強アルカリ性電解水の洗浄効果を利用した洗浄時の環境負荷低減、産業分野でも電解水の利用への置き換えによってコストや界面活性剤の使用量や廃棄処理の削減が行われている例がある。電解水は、安全性が高いと評価され化粧品の乳化剤などとして界面活性剤の代替利用も模索されている。

## 手洗いによる有機物除去と殺菌
| 方法                            | 一般生菌 | 一般生菌 | ATP (RLU) |
|                                 | 24時間後 | 48時間後 |           |
| ------------------------------- | -------- | -------- | --------- |
| コントロール                    | 314      | 483      | 6406      |
| 手指消毒剤                      | 168 (46) | 128 (73) | 5373 (16) |
| ハンドソープ                    | 205 (35) | 219 (55) | 557 (91)  |
| 強酸性電解水                    | 54 (83)  | 88 (82)  | 950 (85)  |
| 強アルカリ性電解水              | 134 (57) | 133 (72) | 1175 (82) |
| 強アルカリ性電解水&強酸性電解水 | 92 (71)  | 98 (80)  | 482 (92)  |
| ( )は減少率 単位%               |          |          |           |

強アルカリ性電解水と強酸性電解水を組み合わせた洗浄消毒が提唱されている。手洗い方法を比較検討するため、ハンドソープ、エタノールと塩化ベンザルコニウムを含む手指消毒剤、強酸性電解水、強アルカリ性電解水、強アルカリ性電解水次いで強酸性電解水の5種類で検討した。その結果、ハンドソープでは汚れ除去作用は強いが殺菌力が一番弱く、強アルカリ性電解水、次いで強酸性電解水が総合的に最も強い洗浄効果があり、強酸性電解水と強アルカリ性電解水でも手指消毒剤と同等以上の効果がみられた。また「電解水では手が荒れない」という意見が得られた。ATP法は食品工場の衛生管理に用いる手指の微生物と有機物による汚れの指標であり、1500RLU以下を綺麗であると判定する。強アルカリ性電解水と強酸性電解水で手洗いする方法を3施設で行った結果、いずれの施設でも一般細菌およびATPの顕著な減少がみられ手あれも少なく、比較対象の手指消毒剤（ウェルパス）では一般細菌の顕著な減少、非抗菌石鹸ではATPの顕著な減少がみられた。
手術前の手洗いとして強アルカリ性電解水と強酸性電解水は、無添加石鹸と4%クロールヘキシジンで有機物除去と消毒をした場合と比較して、スワブ法の定量培養、ATP法による有機物汚染度、パームスタンプ法による一般細菌コロニー数を測定したところ細菌学的に十分な殺菌効果があるため手術前の手洗いとしてまったく問題なく、手荒れがない、コストが安い、環境負荷が低いなどのメリットもあると報告されている。

## 生成装置の種類と生成する電解水
電解水は電解水生成装置から生成される。電解水の生成器には連続式とバッチ型がある。
連続式
電解槽に被電解物質（水道水、塩化ナトリウム水溶液、希塩酸など）を連続供給しながら電解分解を行う方法。大量生成装置にこのタイプが多い。
バッチ型（貯槽式）
一定量の被電解質（水道水、塩化ナトリウム水溶液、希塩酸など）を電解槽にため、電気分解してから利用する方式。少量生成装置にこのタイプが多い。
電解槽は主に3種類のタイプがある。
一室型電解槽
陰極と陽極で構成される（陰極―陽極）。隔膜による仕切がなく、無隔膜式電解槽とも呼ぶ。
二室型電解槽
陰極と陽極の間に隔膜の仕切があるもの（陰極―隔膜―陽極）。有隔膜式電解槽とも呼ぶ。
三室型電解槽
陰極と陽極の間に中間室が設けられた構造で、陰極および陽極と中間室とのそれぞれの間に隔膜の仕切がある（陰極―隔膜―中間室―隔膜―陽極）。有隔膜式電解槽とも呼ぶ。
| 電解水             | 電解槽/生成極         | 被電解液        | pH       | 有効塩素    | 認可状況                                         |
| ------------------ | --------------------- | --------------- | -------- | ----------- | ------------------------------------------------ |
| 強酸性電解水       | 二室型・三室型 / 陽極 | 食塩水 (<0.2%)  | 2.2～2.7 | 20～60 ppm  | 食品添加物（殺菌料）* 医療機器** 特定防除資材*** |
| 強アルカリ性電解水 | 二室型・三室型/ 陰極  | 食塩水 (<0.2%)  | 11～11.5 | -           |                                                  |
| 弱酸性電解水       | 二室型・三室型        | 食塩水 (<0.2%)  | 2.7～5   | 10～60 ppm  | 食品添加物（殺菌料）*                            |
| 微酸性電解水       | 一室型                | 希塩酸 (2～6%)  | 5～6.5   | 10～30 ppm  | 食品添加物（殺菌料）* 特定防除資材***            |
| 微酸性電解水       | 一室型                | 塩酸/食塩混合水 | 5～6.5   | 50～80 ppm  | 食品添加物（殺菌料）*                            |
| 電解次亜水         | 一室型                | 食塩水 (<0.2%)  | 7.5～10  | 50～200 ppm | 次亜塩素酸ナトリウム希釈液と同等性               |
| アルカリイオン水   | 二室型/陰極           | 水道水          | 9～10    | -           | 家庭用医療用飲用水（胃腸症状改善）               |

*食品添加物（殺菌料）については次亜塩素酸水を参照

**医療機器には、強酸性電解水生成装置 医療機器コード：70477000、軟性内視鏡用洗浄消毒器 医療機器コード：35628000がある。

***特定防除資材での名称は、電解次亜塩素酸水であり、塩酸または塩化カリウム水溶液を電気分解したものに限られている。
厚生労働省が定める酸性度による分類
- 強酸性 pH3以下
- 弱酸性 pH3～5
- 微酸性 pH5～6.5

## 強酸性電解水
強酸性電解水は略されて強酸性水とも呼ばれる。1987年に強酸性電解水生成装置が誕生し、優れた殺菌・消毒剤として広く用いられるようになった。強い殺菌力を持つことが特徴である。強酸性電解水は厚生労働省によって、生成装置とのセットで1996年に手術者及び介助者の手指消毒、1997年に消化管内視鏡洗浄消毒、2002年に次亜塩素酸水として食品添加物に認可された（詳細は次亜塩素酸水を参照）。日本で食品に使用する場合は、最終食品の完成前に除去することと厚生省告示により定められている。
| 微生物                                                | 強酸性電解水 | 0.1% NaCIO |
| ----------------------------------------------------- | ------------ | ---------- |
| Staphylococcus aureus （黄色ブドウ球菌）              | <5秒         | <5秒       |
| S. epidermidis                                        | <5秒         | <5秒       |
| Pseudomonas aeruginosa （緑膿菌）                     | <5秒         | <5秒       |
| Escherichia coli （大腸菌）                           | <5秒         | <5秒       |
| Salmonella sp. （サルモネラ菌）                       | <5秒         | <5秒       |
| その他の栄養型細菌                                    | <5秒         | <5秒       |
| Bacillus cereus （セレウス菌）                        | <5分         | <5分       |
| Mycobacterium tuberculosis （結核菌）                 | <2.5分       | <5分       |
| 他の抗酸菌                                            | <1～2.5分    | <2.5～30分 |
| Candida albicans （カンジダ菌）                       | <15秒        | <15秒      |
| Trichophyton rubrum （トリコフィトン）                | <1分         | <5分       |
| 他の真菌                                              | <5～60秒     | <5秒～5分  |
| エンテロウイルス                                      | <5秒         | <5秒       |
| ヘルペスウイルス                                      | <5秒         | <5秒       |
| インフルエンザウイルス                                | <5秒         | <5秒       |
| 0.1% NaCIOは、次亜塩素酸ナトリウム（ミルトン©）を使用 |              |            |

一般的な消毒で用いる次亜塩素酸ナトリウム水溶液はアルカリ性の為、ClO-（次亜塩素酸イオン）が主成分であり、強力な殺菌基盤であるHClO（次亜塩素酸）はあまり含まれていない。対して、酸性である強酸性電解水ではHClOが主成分であり、有効塩素40ppmの強酸性電解水の殺菌活性は、1000ppmの次亜塩素酸ナトリウムと同等かそれ以上である。

## アルカリ性電解水
飲用のアルカリイオン水と洗浄用の強アルカリ性電解水がある。飲用はアルカリイオン整水器（家庭用医療用物質生成器）から生成し、洗浄用は食塩水などを電気分解した際、陰極側から生成する。
掃除用として市販されているアルカリ性電解水は、食塩水の電気分解で生成された水酸化ナトリウムの約0.2%水溶液である。濃度5%を超えると劇物扱いであり一般向けには販売できない。インターネット上では成分や濃度を記載していない事が多いため注意が必要である。
飲用のアルカリイオン水では、料理の際、抽出成分を多く引き出す用途で用いられている。そのほか、歯科医療での使用が模索されている。
強アルカリ性電解水は、米の収量を増やし、品質を改善させる用途への研究も行われている。
強アルカリ性電解水は血液や油脂等の有機物に対する高い洗浄力がある。先に洗浄処理として強アルカリ性電解水で洗浄後、強酸性電解水で消毒する方法が、消化器内視鏡の洗浄消毒法として有効であることが報告されている。